# Közép-Guadarrama Park
A Közép-Guadarrama Park Madrid tartomány nagy, délnyugati parkja, a Guadarrama folyó mentén. Mintegy 50 kilométer hosszan a folyó hosszának közel 40%-át lefedi.

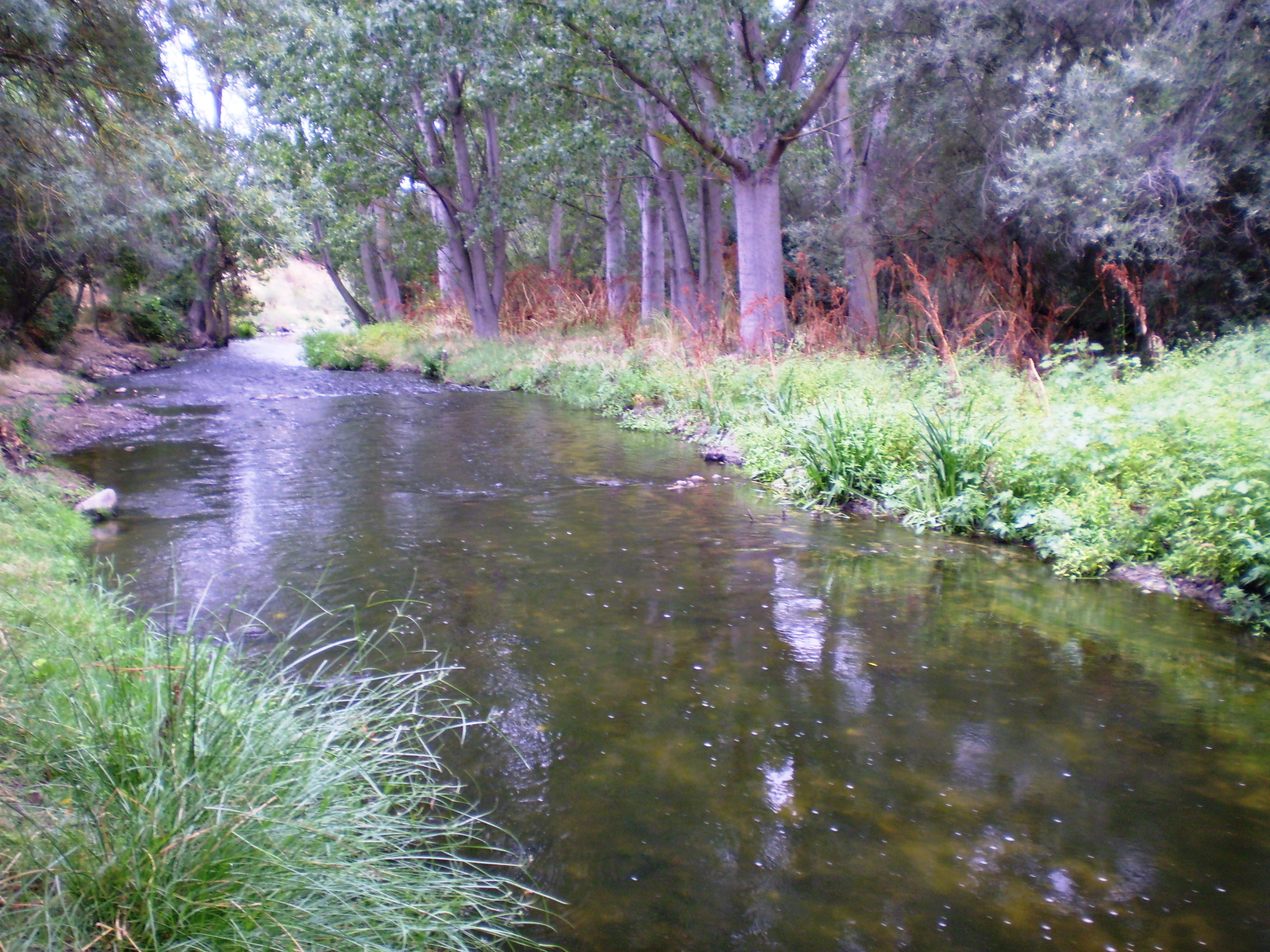
Egy tipikus kép a Guadarrama völgyének növényzetéről

## Helye, elérése
A hosszúkás park egyes részei Madrid felől a San Vicente körtértől 3 irányban is elérhetők. Az északi rész - Torrelodones és maga Guadarrama település - a 6-os úton érhető el. A középső rész a Casa de Campo déli része, a Madrid alapításában nagy szerepet játszó Meaques patak felől érhető el.
A déli rész Alcorcón és Navalcarnero között van. Maga a Guadarrama folyó Toledo és Talavera de la Reina közt éri el a Tajót.

## Flórája, faunája
A park flórája Spanyolország középső részére jellemző. Főleg tölgyesek, cserjések és világos, mediterrán jellegű örökzöldek borítják.
Az élővilág páratlanul dús mivoltát jól jellemzi például a nagy számú ragadozómadár (lásd például Madrid Las Águilas negyedének nevét, ami az egyik legközelebbi negyed a nagyvárosban.) Főleg több sasfaj, köztük a különösen veszélyeztetett ibériai parlagi sas, sólymok, keselyűk, baglyok élnek itt, de gólyák is jellemzők. Nagyon gazdag hüllőkben, s bár vaddisznó is található itt, de főleg kisebb testű emlősök, vadmacskák, nyulak, sünök és mások. Természetesen, mivel folyópartról beszélünk, rengeteg a folyóhoz köthető állatfaj is él itt, békák, teknősök és vöcskök és sok-sok madárfaj.

## San Rafael, Navalcarnero
Tágabb nézőpontban ez a park képezi a Madrid és nyugatibb területek közti legfontosabb lélegző területet. Északnyugatra a San Rafael-i elágazás Ávila-Salamanca és Segovia-Valladolid irányába biztosítja az összeköttetést.
Délnyugatra Navalcarero helyezkedik el. E mögött Navalmoral de la Mata és Extremadura többi városa található.